# Ауденбюрг
Ауденбюрг (на нидерландски: Oudenburg) е град в Северозападна Белгия, окръг Остенде на провинция Западна Фландрия. Населението му е около 8900 души (2006).